# Litoral central
En Chile se conoce como litoral central o costa central al área costera de la Región de Valparaíso. En esta zona se encuentran los principales balnearios y puertos del país. El litoral central es un importante destino turístico, debido a su clima mediterráneo, que se caracteriza por tener temperaturas moderadas y escasez de lluvias.

## Extensión
En el uso cotidiano es común que haga referencia exclusivamente a la costa de la Provincia de San Antonio identificándolo con el continuo de balnearios de la conurbación de San Antonio o del Litoral de los Poetas, sumando alternativamente por su cercanía la costa de Casablanca e incluso balnearios de Valparaíso. Esta definición es reforzada por las marcas de importantes empresas de la zona (como electricidad o vialidad). 
Al año 1962, una guía turística auspiciada por una Junta de Adelanto de Cartagena señalaba que la zona

comprende a las Comunas de Algarrobo, El Quisco, El Tabo, Cartagena, San Antonio, Santo Domingo y Navidad.

extendiendo el límite sur del litoral central hasta Navidad, hoy parte de la Región del Libertador General Bernardo O'Higgins. También existen referencias que sitúan su límite norte tan al norte como la bahía de Papudo. A continuación se muestra un listado extensivo de norte a sur (aunque no exhaustivo) de localidades que bajo algún criterio comprenden el litoral central:
| Localidad o balneario | Comuna                   | Provincia               | Región                                           |
| --------------------- | ------------------------ | ----------------------- | ------------------------------------------------ |
| Los Molles            | La Ligua                 | Provincia de Petorca    | Región de Valparaíso                             |
| Pichicuy              | La Ligua                 | Provincia de Petorca    | Región de Valparaíso                             |
| Papudo                | Papudo                   | Provincia de Petorca    | Región de Valparaíso                             |
| Zapallar              | Zapallar                 | Provincia de Petorca    | Región de Valparaíso                             |
| Cachagua              | Zapallar                 | Provincia de Petorca    | Región de Valparaíso                             |
| Maitencillo           | Puchuncaví               | Provincia de Valparaíso | Región de Valparaíso                             |
| Horcón                | Puchuncaví               | Provincia de Valparaíso | Región de Valparaíso                             |
| Quintero              | Quintero                 | Provincia de Valparaíso | Región de Valparaíso                             |
| Ritoque               | Quintero                 | Provincia de Valparaíso | Región de Valparaíso                             |
| Concón                | Concón                   | Provincia de Valparaíso | Región de Valparaíso                             |
| Reñaca                | Viña del Mar             | Provincia de Valparaíso | Región de Valparaíso                             |
| Viña del Mar          | Viña del Mar             | Provincia de Valparaíso | Región de Valparaíso                             |
| Valparaíso            | Valparaíso               | Provincia de Valparaíso | Región de Valparaíso                             |
| Laguna Verde          | Valparaíso               | Provincia de Valparaíso | Región de Valparaíso                             |
| Quintay               | Casablanca               | Provincia de Valparaíso | Región de Valparaíso                             |
| Tunquén               | Casablanca               | Provincia de Valparaíso | Región de Valparaíso                             |
| Algarrobo             | Provincia de San Antonio |                         | Región de Valparaíso                             |
| Algarrobo             | Provincia de San Antonio | Mirasol                 | Región de Valparaíso                             |
| Algarrobo             | Provincia de San Antonio | Algarrobo               | Región de Valparaíso                             |
| El Quisco             | Provincia de San Antonio | El Quisco               | Región de Valparaíso                             |
| Isla Negra            | Provincia de San Antonio | El Quisco               | Región de Valparaíso                             |
| El Tabo               | Provincia de San Antonio | El Tabo                 | Región de Valparaíso                             |
| Las Cruces            | Provincia de San Antonio | El Tabo                 | Región de Valparaíso                             |
| San Sebastián         | Provincia de San Antonio | Cartagena               | Región de Valparaíso                             |
| Cartagena             | Provincia de San Antonio | Cartagena               | Región de Valparaíso                             |
| San Antonio           | Provincia de San Antonio | San Antonio             | Región de Valparaíso                             |
| Llolleo               | Provincia de San Antonio | San Antonio             | Región de Valparaíso                             |
| Santo Domingo         | Provincia de San Antonio | Santo Domingo           | Región de Valparaíso                             |
| Navidad               | Navidad                  | Provincia Cardenal Caro | Región del Libertador General Bernardo O'Higgins |

## Actividad económica
En él se encuentra el principal complejo portuario de Chile, formado por los terminales de Valparaíso, San Antonio y Quintero. También hay un sector industrial, que abarca la refinería de cobre de Quintero y la refinería de petróleo de Concón.
La abundante pesca de este sector se caracteriza por pescados como lenguado, corvina, merluza, jurel, congrio, sardina, sierra, reineta y albacora, y mariscos como macha, chorito, cholga, ostión, ostra, almeja, erizo y el loco (en veda por peligro de extinción).